# Liste der deutschen Botschafter in Niger
Die Liste der deutschen Botschafter in Niger enthält alle Botschafter der Bundesrepublik Deutschland in Niger. Die Botschaft in Niamey wurde am 11. Januar 1963 errichtet. Sie wurde zwischenzeitlich geschlossen und erst 2002 wieder eröffnet.
| Name                       | Amtszeit  | Anmerkungen |
| -------------------------- | --------- | ----------- |
| Oskar-Maria Neubert        | 1963–1969 |             |
| Alexander Arnot            | 1970–1973 |             |
| Günter Joetze              | 1973–1974 |             |
| Johannes Reitberger        | 1975–1979 |             |
| Harald Ganns               | 1980–1983 |             |
| Klaus Bald                 | 1983–1987 |             |
| Wolfgang Runge             | 1987–1990 |             |
| Sepp Jürgen Wölker         | 1990–1994 |             |
| Karin Blumberger-Sauerteig | 1999–2002 |             |
| Joseph Weiß                | 2002–2004 |             |
| Heike Thiele               | 2004–2008 |             |
| Rüdiger John               | 2008–2011 |             |
| Gordon Kricke              | 2011–2013 |             |
| Michael Feiner             | 2013–2015 |             |
| Bernd von Münchow-Pohl     | 2015–2018 |             |
| Hermann Nicolai            | 2018–2023 |             |
| Oliver Schnakenberg        | seit 2023 |             |